# Прамонотеїзм
Прамонотеїзм або первісне єдинобожжя — раніше наукова гіпотеза, а зараз псевдонаукова концепція в історії релігії, за якою первісною формою релігії був монотеїзм, який нібито виник внаслідок «божественного одкровення», і лише потім внаслідок «перекручення» первісно монотеїстичний куль почав набувати рис політеїзму. Відповідно справді монотеїстичні релігії, це не наслідок розвитку попередніх культів, а повернення до «першооснов». Ідею прамонотеїзму у 90-х роках XIX століття висунув шотландський фольклорист Е. Ленг. її підхопили католицькі вчені. Цю концепцію активно пропагував австрійський етнограф патер В. Шмідт. В Росії з позицій прамонотеїзму виступав Соловйов. Внаслідок спекулятивного характеру й сумнівності аргументів П. не дістав визнання навіть у клерикальних колах Росії. У 50-х роках XX століття неспроможність теорії прамонотеїзму було повністю доведено оскільки виявилося, що етнографічні дані на її користь фальсифіковано. Однак як це часто буває з застарілими науковими теоріями спростований у науці прамонотеїзм досі зустрічається в публіцистиці як «наукова теорія».  